# Синделско блато
Синделското блато (също Султанларско блато) е заблатена местност по поречието на Провадийска река, южно от село Синдел и източно от село Царевци (бивше Султанци). Нарича се още Влажни зони „Синделско (Султанларско) блато“. Площта му е 1,65 км2. Представлява полупресъхнал плитък сладководен басейн със силно променлив характер и жълтеникава застояла вода, който е пресушен още през 20-те години на XX век. През пролетта се пълни с вода при топенето на снеговете и от дъждовете, а през лятото и есента пресъхва. Обрасло е с тръстика, папур, камъш и др. водни растения.